# 東方翼龍屬
東方翼龍屬（意為「東方之翼」）是生存於白堊紀前期的中型翼手龍類，翼展長約1.2公尺，通常被認為屬於梳頜翼龍科。現有的兩具化石皆發現於中國遼寧省北票市的義縣組下部地層，屬於約1億2400萬年前的早白堊世阿普第階，是中國東北最早被發現的翼龍。

## 大眾文化
在英國獨立電視台的電視節目《史前公園》（Prehistoric Park）中，一群東方翼龍在一個淡水湖中捕魚。

## 外部連結
- http://dino.lm.com/taxa/display.php?name=Eosipterus （页面存档备份，存于）
- http://www.tailwindfairings.com/eosipterus.html （页面存档备份，存于）